# Hniezdne
Hniezdne (allemand : Kniesen) est un village de Slovaquie situé dans la région de Prešov.

## Histoire
Première mention écrite du village en 1286.

## Démographie

### Évolution de la population
| Année:               | 1994. | 2004.   | 2014.   | 2024.   |
| -------------------- | ----- | ------- | ------- | ------- |
| Nombre de personnes: | 1370  | 1397    | 1446    | 1401    |
| Différence:          |       | +1,97 % | +3,50 % | -3,11 % |

| Année:               | 2023. | 2024.   |
| -------------------- | ----- | ------- |
| Nombre de personnes: | 1409  | 1401    |
| Différence:          |       | -0,56 % |